# Noms des voies de Paris sous la Révolution
Cette page composée de deux tableaux (à compléter) contient l'indication des rues, des places, des quais et des édifices qui ont changé de nom durant la période de la Révolution française.

## Voies
| Nom initial                                                       | Nom révolutionnaire                   | Nom actuel ou dernier nom                                                  |                |                 |              |
| ----------------------------------------------------------------- | ------------------------------------- | -------------------------------------------------------------------------- | -------------- | --------------- | ------------ |
| Nom initial                                                       | Nom révolutionnaire                   | Nom actuel ou dernier nom                                                  | Quai d'Alençon | Quai de l'Union | Quai d'Anjou |
| Rue d'Angoulême-Saint-Honoré                                      | Rue de l'Union                        | Rue La Boétie                                                              |                |                 |              |
| Quai d'Anjou                                                      | Quai de l'Union                       | Quai d'Anjou                                                               |                |                 |              |
| Rue d'Artois                                                      | Rue Cerruti                           | Rue Laffitte                                                               |                |                 |              |
| Quai des Balcons                                                  | Quai de la Liberté                    | Quai de Béthune                                                            |                |                 |              |
| Quai de Bourbon                                                   | Quai de la République                 | Quai de Bourbon                                                            |                |                 |              |
| Rue de Bourbon                                                    | Rue de Lille                          | Rue de Lille                                                               |                |                 |              |
| Rue de Bourbon-le-Château                                         | Rue de la Chaumière                   | Rue de Bourbon-le-Château                                                  |                |                 |              |
| Rue de Bourbon-le-Château                                         | Rue Lucrèce-Vengée                    | Rue de Bourbon-le-Château                                                  |                |                 |              |
| Rue de Bourbon-Villeneuve                                         | Rue Neuve-de-l'Égalité                | Rue d'Aboukir                                                              |                |                 |              |
| Rue de Calonne                                                    | Rue du Contrat-Social                 | Rue du Contrat-Social (disparue)                                           |                |                 |              |
| Rue de Calonne                                                    | Rue de La Fayette                     | Rue du Contrat-Social (disparue)                                           |                |                 |              |
| Place du Carrousel                                                | Place de la Réunion                   | Place du Carrousel                                                         |                |                 |              |
| Rue de la Chaussée-d'Antin                                        | Rue Mirabeau Rue Mirabeau-le-Patriote | Rue de la Chaussée-d'Antin                                                 |                |                 |              |
| Rue de la Chaussée-d'Antin                                        | Rue du Mont-Blanc                     | Rue de la Chaussée-d'Antin                                                 |                |                 |              |
| Rue Chantereine                                                   | Rue de la Victoire                    | Rue de la Victoire                                                         |                |                 |              |
| Place du Cimetière-Saint-Jean                                     | Place des Droits-de-l'Homme           | Rue du Bourg-Tibourg                                                       |                |                 |              |
| Rue de la Comtesse-d'Artois                                       | Rue Mont-Orgueil                      | Rue de la Comtesse-d'Artois                                                |                |                 |              |
| Rue de Condé                                                      | Rue de l'Égalité                      | Rue de Condé                                                               |                |                 |              |
| Rue des Cordeliers                                                | Rue Marat                             | Rue de l'École-de-Médecine                                                 |                |                 |              |
| Rue des Cordeliers                                                | Rue de l'École-de-Santé               | Rue de l'École-de-Médecine                                                 |                |                 |              |
| Carrefour de la Croix-Rouge                                       | Carrefour du Bonnet-Rouge             | Place Michel-Debré                                                         |                |                 |              |
| Quai du Dauphin                                                   | Quai de la Liberté                    | Quai de Béthune                                                            |                |                 |              |
| Rue du Dauphin                                                    | Rue de la Convention                  | Rue Saint-Roch                                                             |                |                 |              |
| Place Dauphine                                                    | Place de Thionville                   | Place Dauphine                                                             |                |                 |              |
| Rue Dauphine                                                      | Rue de Thionville                     | Rue Dauphine                                                               |                |                 |              |
| Rue du Faubourg-Saint-Denis                                       | Rue du Faubourg-Franciade             | Rue du Faubourg-Saint-Denis                                                |                |                 |              |
| Rue du Faubourg-Saint-Jacques                                     | Rue de l'Observatoire                 | Rue du Faubourg-Saint-Jacques                                              |                |                 |              |
| Rue du Faubourg-Saint-Laurent                                     | Rue du Faubourg-du-Nord               | Rue du Faubourg-Saint-Martin (en partie)                                   |                |                 |              |
| Rue du Faubourg-Saint-Martin                                      | Rue du Faubourg-du-Nord               | Rue du Faubourg-Saint-Martin (en partie)                                   |                |                 |              |
| Rue du Faubourg-Montmartre                                        | Rue du Faubourg-Mont-Marat            | Rue du Faubourg-Montmartre                                                 |                |                 |              |
| Rue de la Fontaine-au-Roi                                         | Rue de la Fontaine                    | Rue de la Fontaine-au-Roi                                                  |                |                 |              |
| Rue des Fossés-Montmartre                                         | Rue des Fossés-Mont-Marat             | Rue d'Aboukir                                                              |                |                 |              |
| Rue des Fossés-Monsieur-le-Prince                                 | Rue de la Liberté                     | Rue Monsieur-le-Prince                                                     |                |                 |              |
| Rue des Fossés-Saint-Victor                                       | Rue de Loustalot                      | Rue du Cardinal-Lemoine                                                    |                |                 |              |
| Rue des Francs-Bourgeois                                          | Rue des Francs-Citoyens               | Rue des Francs-Bourgeois                                                   |                |                 |              |
| Place de Grève                                                    | Place de la Maison-Commune            | Place de l'Hôtel-de-Ville - Esplanade de la Libération                     |                |                 |              |
| Rue du Gros-Caillou                                               | Rue de l'Université                   | Rue Duméril                                                                |                |                 |              |
| Rue Guisarde                                                      | Rue des Sans-Culottes                 | Rue Guisarde                                                               |                |                 |              |
| Place Henri-IV                                                    | Place du Parc-d'Artillerie            | Place du Pont-Neuf                                                         |                |                 |              |
| Rue Honoré-Chevalier                                              | Rue Honoré-Liberté                    | Rue Honoré-Chevalier                                                       |                |                 |              |
| Rue de l'Hôpital-Saint-Louis                                      | Rue de l'Hospice-du-Nord              | Rue de l'Hôpital-Saint-Louis                                               |                |                 |              |
| Quai de l'Horloge-du-Palais                                       | Quai du Nord                          | Quai de l'Horloge                                                          |                |                 |              |
| Rue du Jardin-du-Roi                                              | Rue du Jardin-des-Plantes             | Rue Geoffroy-Saint-Hilaire                                                 |                |                 |              |
| Rue Louis-le-Grand                                                | Rue des Piques                        | Rue Louis-le-Grand                                                         |                |                 |              |
| Place Louis-XV                                                    | Place de la Révolution                | Place de la Concorde                                                       |                |                 |              |
| Rue Michel-le-Comte                                               | Rue Michel-Le-Pelletier               | Rue Michel-le-Comte                                                        |                |                 |              |
| Rue de La Michodière                                              | Rue d'Hauteville                      | Rue d'Hauteville                                                           |                |                 |              |
| Rue Montmartre                                                    | Rue Mont-Marat                        | Rue Montmartre                                                             |                |                 |              |
| Rue de Montmorency                                                | Rue de la Réunion                     | Rue de Montmorency                                                         |                |                 |              |
| Rue Neuve-Notre-Dame                                              | Rue de la Raison                      | Supprimée en 1874                                                          |                |                 |              |
| Neuve-de-Richelieu                                                | Petite rue Chalier                    | Rue de la Sorbonne                                                         |                |                 |              |
| Rue Neuve-Saint-Roch                                              | Rue de la Montagne                    | Rue Saint-Roch                                                             |                |                 |              |
| Parvis Notre-Dame                                                 | Place de la Raison                    | Parvis Notre-Dame - place Jean-Paul-II                                     |                |                 |              |
| Rue de l'Observance                                               | Rue de l'Ami-du-Peuple                | Rue Antoine-Dubois                                                         |                |                 |              |
| Rue de l'Observance                                               | Rue de Marseille                      | Rue Antoine-Dubois                                                         |                |                 |              |
| Rue de l'Observance                                               | Rue de Marseille                      | Rue Antoine-Dubois                                                         |                |                 |              |
| Quai des Orfèvres                                                 | Quai du Midi                          | Quai des Orfèvres                                                          |                |                 |              |
| Quai d'Orléans                                                    | Quai de l'Égalité                     | Quai d'Orléans                                                             |                |                 |              |
| Place du Palais-Royal                                             | Place de la Maison-Égalité            | Place du Palais-Royal                                                      |                |                 |              |
| Rue du Parc-Royal                                                 | Rue du Parc-National                  | Rue du Parc-Royal                                                          |                |                 |              |
| Rue du Petit-Bourbon-Saint-Sulpice                                | Rue du 31-Mai                         | Rue Saint-Sulpice                                                          |                |                 |              |
| Rue du Petit-Bourbon-Louvre                                       | Rue du Petit-Muséum                   | Disparue, absorbée par la rue de l'Amiral-de-Coligny et la place du Louvre |                |                 |              |
| Rue Plâtrière                                                     | Rue Jean-Jacques-Rousseau             | Rue Jean-Jacques-Rousseau                                                  |                |                 |              |
| Rue Princesse                                                     | Rue Révolutionnaire                   | Rue Princesse                                                              |                |                 |              |
| Rue de Richelieu                                                  | Rue de la Loi                         | Rue de Richelieu                                                           |                |                 |              |
| Rue du Roi-Doré                                                   | Rue du Dorée                          | Rue du Roi-Doré                                                            |                |                 |              |
| Rue du Roi-de-Sicile                                              | Rue des Droits-de-l'Homme             | Rue du Roi-de-Sicile                                                       |                |                 |              |
| Quai des Théatins                                                 | Quai Voltaire                         | Quai Voltaire                                                              |                |                 |              |
| Place Royale                                                      | Place des Fédérés                     | Place des Vosges                                                           |                |                 |              |
| Place Royale                                                      | Place du Parc-d'Artillerie            | Place des Vosges                                                           |                |                 |              |
| Rue Royale                                                        | Rue Nationale                         | Rue Birague                                                                |                |                 |              |
| Rue Royale                                                        | Rue du Parc-d'Artillerie              | Rue Birague                                                                |                |                 |              |
| Rue Royale                                                        | Rue de la Révolution                  | Rue Royale                                                                 |                |                 |              |
| Rue Royale                                                        | Rue de la République                  | Rue Jean-Baptiste-Pigalle                                                  |                |                 |              |
| Rue Royale                                                        | Rue des Moulins                       | Rue des Moulins                                                            |                |                 |              |
| Rue Saint-Denis                                                   | Rue Franciade                         | Rue Saint-Denis                                                            |                |                 |              |
| Rue Saint-Louis-du-Palais Rue Saint-Louis-du-Palais-des-Marchands | Rue Révolutionnaire                   | Quai des Orfèvres                                                          |                |                 |              |
| Rue Saint-Louis-en-l'Île                                          | Rue de la Fraternité                  | Rue Saint-Louis-en-l'Île                                                   |                |                 |              |
| Rue Sainte-Anne                                                   | Rue Helvétius                         | Rue Sainte-Anne                                                            |                |                 |              |
| Place de la Sorbonne                                              | Place Chalier                         | Place de la Sorbonne                                                       |                |                 |              |
| Place Vendôme                                                     | Place des Piques                      | Place Vendôme                                                              |                |                 |              |
| Place des Victoires                                               | Place de la Victoire-Nationale        | Place des Victoires                                                        |                |                 |              |
| Cour au Vilain                                                    | Rue de la Réunion                     | Rue de Montmorency                                                         |                |                 |              |

## Édifices
| Nom initial                    | Nom révolutionnaire                     | Nom actuel ou dernier nom                      |                |                         |                |
| ------------------------------ | --------------------------------------- | ---------------------------------------------- | -------------- | ----------------------- | -------------- |
| Nom initial                    | Nom révolutionnaire                     | Nom actuel ou dernier nom                      | Palais Bourbon | Maison de la Révolution | Palais Bourbon |
| Hôpital de la Charité          | Hospice de l'Unité                      | Hôpital de la Charité. Détruit vers            |                |                         |                |
| Comédie-Française              | Théâtre de la République                | Comédie-Française                              |                |                         |                |
| Hôtel-Dieu                     | Grand Hospice d'Humanité                | Hôtel-Dieu                                     |                |                         |                |
| Hôpital des Enfants-Trouvés    | Maison des Enfants-de-la-Patrie         | Hôpital des Enfants-Trouvés. Détruit vers 1874 |                |                         |                |
| Hôtel royal des Invalides      | Hôtel national des Militaires invalides | Hôtel des Invalides                            |                |                         |                |
| Anciens Juges-Consuls          | Tribunal de Commerce                    | Tribunal de commerce de Paris détruit en 1837  |                |                         |                |
| Collège Louis-le-Grand         | Collège de l'Égalité                    | Lycée Louis-le-Grand                           |                |                         |                |
| Pont Louis XVI                 | Pont de la Révolution                   | Pont de la Concorde                            |                |                         |                |
| Pont Notre-Dame                | Pont de la Raison                       | Pont Notre-Dame                                |                |                         |                |
| Hôpital de Notre-Dame-de-Pitié | Maison des Élèves de la Patrie          | Hôpital de la Pitié                            |                |                         |                |
| Théâtre-Français               | Théâtre de la Nation                    | Théâtre de l'Odéon                             |                |                         |                |
| Opéra                          | Théâtre des Arts                        | Opéra. Détruit en 1820                         |                |                         |                |
| Jardin du Palais-Royal         | Jardin Égalité                          | Jardin du Palais-Royal                         |                |                         |                |
| Nouvelle Sainte-Geneviève      | Le Panthéon-Français                    | Panthéon                                       |                |                         |                |
| Bibliothèque du Roi            | Bibliothèque Nationale                  | Bibliothèque nationale de France               |                |                         |                |
| Pont Royal                     | Pont National                           | Pont Royal                                     |                |                         |                |
| Collège royal de France        | Collège de France                       | Collège de France                              |                |                         |                |
| Jardin du Roi                  | Jardin des Plantes                      | Jardin des Plantes                             |                |                         |                |
| Porte Saint-Denis              | Porte de Franciade                      | Porte Saint-Denis                              |                |                         |                |
| Hôpital Saint-Louis            | Hospice du Nord                         | Hôpital Saint-Louis                            |                |                         |                |
| Jardin des Tuileries           | Jardin national                         | Jardin des Tuileries                           |                |                         |                |